# مک‌مینویل (تنسی)
مک‌مینویل(به انگلیسی: McMinnville) شهری در ایالت تنسی کشور ایالات متحده آمریکا است که جمعیت آن در سرشماری سال ۲۰۱۰ میلادی، ۱۳٬۶۰۵ نفر بوده‌است.